# 王学仁 (1946年)
王学仁（1946年2月—），男，云南嵩明人，中华人民共和国政治人物。第七、八、九届全国人大代表。

## 生平
1964年10月参加工作，1966年4月加入中国共产党。1983年8月，任中共云南省曲靖地区纪律检查委员会副书记。1983年12月，升任中共寻甸县委书记。1987年9月，任中共云南省曲靖地委委员、曲靖市委书记等职。1995年8月，升任中共云南省委农村政策研究室主任、云南省委常委。1998年3月，任中共云南省委秘书长。1998年7月，升任中共云南省委副书记。2007年1月，任云南省政协主席。2012年2月，任全国政协民族和宗教委员会副主任。